# اموری استفن بوگاردوس
اِموری استفن بوگاردوس (به انگلیسی Emory S. Bogardus؛ زادهٔ حومه بلویدر، ایلینوی، ۲۱ فوریه ۱۸۸۲-۲۱ اوت ۱۹۷۳) چهره مشهوری در تاریخ جامعه‌شناسی آمریکا است. بوگاردوس در سال ۱۹۱۵ در دانشگاه کالیفرنیای جنوبی یکی از نخستین بخش‌های جامعه‌شناسی را تأسیس کرد.

## آموزش
بوگاردوس به ترتیب در سال‌های ۱۹۰۸ و ۱۹۰۹ لیسانس و فوق‌لیسانس خود را در دانشگاه نورث‌وسترن دریافت کرد. وی دکترای خود را در سال ۱۹۱۱ از دانشگاه شیکاگو دریافت کرد.

## حرفه
بوگاردوس بلافاصله پس از اخذ درجه دکتری به عنوان استاد جامعه‌شناسی در دانشگاه کالیفرنیای جنوبی استخدام شد و در سال ۱۹۱۵ در تأسیس بخش مستقل جامعه‌شناسی در آنجا اقدام کرد.

## فعالیت‌های فوق‌برنامه
بوگاردوس علاوه بر کار در این زمینه، فعالیتهای زیادی را نیز برای تقویت رشته جامعه‌شناسی از طریق سازمان های اجتماعی انجام داد. در سال ۱۹۲۰، وی آلفا کاپا دلتا، جامعه افتخار جامعه‌شناسی بین‌المللی را تأسیس کرد و از ۱۹۲۴–۱۹۲۵، ۱۹۲۶–۱۹۲۷ و ۱۹۴۶–۱۹۴۷ رئیس این سازمان بود. در سال ۱۹۲۹، وی بنیانگذار انجمن جامعه‌شناسی اقیانوس آرام بود. در سال ۱۹۳۱، وی به عنوان رئیس انجمن جامعه‌شناسی آمریکا خدمت کرد. وی یکی از افتخارات تالار تمایز مددکاری اجتماعی کالیفرنیا است. وی همچنین بنیانگذار مجله جامعه‌شناسی و پژوهش‌های اجتماعی بود که به مدت ۴۵ سال آن را ویرایش و منتشر ساخت.

## مقیاس فاصله اجتماعی بوگاردوس
«مقیاس فاصله اجتماعی بوگاردوس» (به انگلیسی: Bogardus social distance scale) را ساخت که در پژوهش‌های اجتماعی برای ارزیابی میزان تمایل افراد به برقراری ارتباط با درجات مختلف نزدیکی با اعضای گروه‌های مختلف اجتماعی نظیر گروه‌های نژادی، مذهبی و قومی، متجاوزان جنسی و همجنس‌بازان مورد استفاده قرار می‌گیرد. این پژوهش در طول دهه ۱۹۲۰ انجام شد یعنی وقتی بوگاردوس رئیس مرکز پژوهش‌های روابط نژادی پسیفیک بود.

## منبع
- استوارت، ویلیام (2008): زندگینامه جامعه‌شناسان، لندن: مک فارلند، 194 صفحه. ISBN 978-0-7864-3328-5